# Большой Толмачёвский переулок
Большой Толмачёвский переулок (в XVII—XVIII веках Николаевская (Никольская) улица) — переулок в районе Якиманка Центрального административного округа города Москвы. Проходит от Большой Ордынки до Старомонетного переулка. C чётной (северной) стороны к нему примыкают Лаврушинский и Малый Толмачёвский переулки (квартал между ними занимает Государственная Третьяковская галерея, а также Ордынский тупик (только пеший проход).

## Происхождение названия
По поселению толмачей (переводчиков), обслуживавших замоскворецких татар-ордынцев XIV—XVI веков. Поселение «Старые Толмачи», датированное XIV веком, изначально располагалось восточнее современной Ордынки и переместилось в район нынешних Толмачёвских переулков в XV веке.

## История
Главная статья: Кадашёвская слобода
Николаевская улица сложилась не позднее конца XV века как граница между привилегированной, одной из крупнейших в Москве, Кадашёвской слободой (к северу) и маленькой Толмачёвской слободой (к югу) — вначале, как тупиковый проезд к западу от Орынки. Существующая сеть переулков Замоскворечья в целом сложилась в первой трети XVII века, по завершении Смутного времени: разрушения Смуты и устройство валов и застав Земляного города привели к быстрой перепланировке разорённых дотла земель.
Между 1612 и 1625 был выстроен и первый деревянный Храм Святителя Николая в Толмачах (известный также как Духовской, или Сошественский, по главному престолу Сошествия св. Духа), приход которого объединил всех жителей переулка. В 1658—1661 к северу, по трассе нынешнего Старомонетного переулка, был выстроен укреплённый замок нового Хамовного (позже Монетного и Суконного) двора, дававшего работу тысячам окрестных жителей. В это время единственной связью между Толмачами и Кадашами (помимо Ордынки) была Мухина улица — современный Малый Толмачёвский переулок, поэтому две слободы развивались почти независимо друг от друга.
В начале XVIII века замоскворецкие слободы пришли в упадок в связи с разгромом стрелецкого бунта 1682 года и переводом столицы в Санкт-Петербург. В течение XVIII века местность практически не развивалась, сохраняя масштабы, заданные допетровскими временами.
Существующий Лаврушинский переулок получил выход в Толмачёвский переулок только между 1768 и 1772. Это обусловило чрезвычайно выгодное расположение участка к югу от перекрёстка, на котором к 1777 возникла усадьба Демидовых. Парадный двор усадьбы был оформлен только к 1805 году. Чуть ранее, в 1803, был снесён Хамовный двор, открыв прямой проезд к Водоотводному каналу по Старомонетному (ранее Приказному) переулку — так завершилось объединение Толмачей и Кадашей.
Во время пожара 1812 года все дома по переулку выгорели, сохранилась лишь Никольская церковь, отделённая небольшим зелёным сквером от соседней застройки. Из-за сокращения численности населения приход временно закрыли, храм и прихожан причислили к храму св. Григория Неокесарийского на Полянке; службы возобновились только в 1814. Тогда же был восстановлен дом Демидовых; вероятно, степень разрушений не была велика. Вплоть до конца XIX века Демидовская усадьба оставалась крупнейшей постройкой в переулке, а вокруг неё стояли усадьбы в один-два этажа. Здесь не было ни большой торговли, ни промышленности, зато была усадьба Третьяковых, ставшая в конце века ядром Третьяковской галереи.
В 1930-е годы переулок оказался на предполагаемой трассе новой магистрали — продолжения Бульварного кольца через Замоскворечье. В рамках нового проекта был выстроен единственный «Дом Писателей» в Лаврушинском переулке, 17 (1937, арх. И. И. Николаев, расширен в 1948—1950). Тогда же по проекту А. Н. Снигарёва был выстроен «щусевский» корпус Третьяковской галереи, под который были снесены одноэтажные дома внутри «третьяковского» квартала, а Никольский храм — переоборудован под фондохранилища ГТГ. Существенно большие разрушения постигли местность в 1980-е годы, с постройкой новых корпусов ГТГ, выходящих непосредственно в Большой Толмачёвский переулок. Относительно сохранившейся можно считать только южную сторону переулка, от демидовского дома до Старомонетного переулка.
В ноябре 2013 года Большой Толмачёвский переулок стал пешеходным, движение транспорта одностороннее и разрешено только по центральной части переулка, при этом пешеходы имеют приоритет.

## Здания и сооружения
Всего: 22 дома.
По нечётной стороне:
- Большая Ордынка, 24 — главный офис Госкорпорации «Росатом»
- № 3, 5 (флигель) — Научная педагогическая библиотека имени К. Д. Ушинского, бывшая городская усадьба Демидовых, XVIII—XIX веков[8] Постройка главного дома датируется 1772, существующий декор здания — послепожарный, 1814 года. Флигели перестроены в 1849—1859, когда усадьбой владела графиня М. Ф. Соллогуб, устраивавшая здесь знаменитые литературные салоны. Примечательна ограда здания — эта барочная чугунная решётка старше самого дворца, ещё в 1760-х её изготовил мастер Сизов по рисунку Ф. Аргунова на Нижнетагильском заводе Никиты Акинфиевича Демидова. Несколько лет она стояла на его дворе в Немецкой слободе на современной улице Радио, 10, но в 1820-х была перенесена в Толмачёвский переулок[9].
- № 5, строения 1-4 — Государственный научно-исследовательский и проектный институт редкометаллической промышленности (ОАО «Гиредмет» ГНЦ РФ).
- № 5, строение 7 — ампирный особняк подпоручицы Е. С. Лобковой, построенный в 1817 году. С 1852 принадлежал Медынцевым, а с 1861 — Лосевым, которые перестроили здание, добавив оригинальную лоджию и фигурное завершение[9].
- № 5, строение 9 — главный дом городской усадьбы XIX века[8]. Представительство Алтайского края.
- № 9 — одноэтажный с антресолью купеческий особняк начала XIX века, входил в усадьбу Медынцевых[9].
- № 11/19, строение 4 — Усадьба Масягина, одноэтажный дом XIX века[10]. Дома 5, строение 9 и 11/19 выстроены в ампирных формах, однако относятся к позднейшему периоду 1850-х годов, когда стиль ампир был уже в целом вытеснен эклектикой.

По чётной стороне:
- № 2 — здание XIX века.
- № 4 стр. 1 — главный дом городской усадьбы XVIII века[8].
- Лаврушинский, 17/5 стр. 1 — «Дом писателей»
  - внутри него (Ордынский тупик, 5а) — палаты XVII—XVIII веков[8]
  - в Шмелёва на углу Лаврушинского и Большого Толмачёвского переулков — памятник И. С. Шмелёву, долго жившему в Замоскворечье
- № 12 — Государственная Третьяковская галерея. Непосредственно в переулок выходит современный корпус ГТГ, выстроенный в 1980-е — 1990-е гг.[11]
  - на территории ГТГ (Малый Толмачёский переулок, 9) — Храм святителя Николая в Толмачах[8], построенный в 1690—1697 на средства кадашёвцев Кондратия и Лонгина Добрыниных на месте деревянного храма, известного с 1625. Храм сохранился при пожаре 1812 года, но, так как весь его приход выгорел, то службы возобновились только в 1814. Колокольня и трапезная в классических формах выстроены по проекту Ф. М. Шестакова в 1833—1834, ограду заменили в 1836. Сам же храм был перестроен по тому же шестаковскому проекту в 1856—1858. Алтарь и апсиды разобрали и выстроили заново, приподняв уровень сводов апсид; иконостас был заменён на точную копию прежнего. В 1929 закрытую церковь передали ГТГ, в 1930-е годы её переоборудовали под фондохранилище, разделив внутреннее пространство на этажи. Иконостас и ограда были уничтожены[4].
- № 16/10 — двухэтажный корпус богадельни при Никольском храме.
- № 18 — участок на реконструкции.

## Транспорт
- Станции метро «Третьяковская», «Полянка» и «Новокузнецкая».